# Сербо-Слобідська сільська рада
Сербо-Слобідська сільська рада (Сербівсько-Слобідська сільська рада) — колишня адміністративно-територіальна одиниця та орган місцевого самоврядування у Городницькому, Барашівському і Ємільчинському районах Волинської і Коростенської округ, Київської й Житомирської областей Української РСР та України з адміністративним центром у с. Сербо-Слобідка.

## Населені пункти
Сільській раді були підпорядковані населені пункти:
- с. Сербо-Слобідка
- с. Яблунівка

## Населення
Кількість населення ради станом на 1923 рік становила 1 280 осіб, кількість дворів — 206.
Кількість населення сільської ради станом на 1924 рік становила 1 235 осіб.
Відповідно до результатів перепису населення СРСР, кількість населення ради станом на 12 січня 1989 року становила 1 092 особи.
Станом на 5 грудня 2001 року, відповідно до перепису населення України, кількість мешканців сільської ради становила 986 осіб.

## Склад ради
Рада складалася з 13 депутатів та голови.

### Керівний склад сільської ради
| ПІБ                          | Основні відомості                                                                       | Дата обрання | Дата звільнення |
| ---------------------------- | --------------------------------------------------------------------------------------- | ------------ | --------------- |
| Шостак Ганна Василівна       | Сільський голова, 1957 року народження, освіта, позапартійна                            | 26.03.2006   | 31.10.2010      |
| Захарченко Микола Михайлович | Сільський голова, 1972 року народження, освіта середня спеціальна, член народної партії | 31.10.2010   |                 |

Примітка: таблиця складена за даними джерела

## Історія
Створена 1923 року в складі сіл Майдан-Кулішівський (згодом — Рихальське), Сербівська Слобідка (згодом — Сербо-Слобідка) та колонії Сербівська Слобідка Сербівської волості Новоград-Волинського повіту Волинської губернії. 26 березня 1925 року кол. Сербівська Слобідка підпорядковано Варварівській сільській раді Городницького району. Станом на 17 грудня 1926 року в підпорядкуванні значився хутір Незаможник. На 1 жовтня 1941 року х. Незаможник та кол. Сербівська Слобідка не перебували на обліку населених пунктів.
Станом на 1 вересня 1946 року сільська рада входила до складу Ємільчинського району Житомирської області, на обліку в раді перебували с. Сербо-Слобідка та селище залізничної станції Рихальське.
29 квітня 1958 року, відповідно до рішення Житомирського облвиконкому № 385 «Про внесення змін в адміністративно-територіальний поділ Дзержинського і Ємільчинського районів», до складу ради включено с. Цицелівка (згодом — Яблунівка) Кулішівської сільської ради Ємільчинського району. 16 вересня 1960 року, відповідно до рішення Житомирського облвиконкому № 960 «Про уточнення обліку населених пунктів області», взято на облік с. Мар'янівка. 7 січня 1963 року, відповідно до рішення Житомирського облвиконкому № 2 «Про зміну адміністративної підпорядкованості окремих сільських рад і населених пунктів», с. Мар'янівка передане до складу Рихальської сільської ради Ємільчинського району.
На 1 січня 1972 року сільська рада входила до складу Ємільчинського району Житомирської області, на обліку в раді перебували села Сербо-Слобідка та Яблунівка.
Виключена з облікових даних 17 липня 2020 року. Територію та населені пунктиради, відповідно до розпорядження Кабінету Міністрів України № 711-р від 12 червня 2020 року «Про визначення адміністративних центрів та затвердження територій територіальних громад Житомирської області», включено до складу Чижівської сільської територіальної громади Новоград-Волинського району Житомирської області.
Входила до складу Городницького (7.03.1923 р., 26.03.1925 р.), Барашівського (12.01.1924 р.) та Ємільчинського (22.02.1928 р.) районів.